# Temporada 1977-78 de Los Angeles Lakers
La temporada 1977-78 fue la trigésima de los Lakers en la NBA, y la decimoctava en su ubicación en Los Ángeles, California. La temporada regular acabaron con 45 victorias y 37 derrotas, ocupando el quinto puesto de la Conferencia Oeste, clasificándose para los playoffs en los que cayeron en primera ronda ante los Seattle SuperSonics.

## Elecciones en elDraft
| Ronda | Puesto | Jugador        | Posición  | Nacionalidad   | Universidad          |
| ----- | ------ | -------------- | --------- | -------------- | -------------------- |
| 1     | 6      | Kenny Carr     | Ala-Pívot | Estados Unidos | North Carolina State |
| 1     | 15     | Brad Davis     | Base      | Estados Unidos | Maryland             |
| 1     | 22     | Norm Nixon     | Base      | Estados Unidos | Duquesne             |
| 3     | 46     | James Edwards  | Pívot     | Estados Unidos | Washington           |
| 4     | 88     | Tony Robertson | Escolta   | Estados Unidos | West Virginia        |
| 7     | 151    | Lars Hansen    | Pívot     | Estados Unidos | Washington           |

## Temporada regular
| División Pacífico        | División Pacífico | División Pacífico | División Pacífico | División Pacífico | División Pacífico | División Pacífico | División Pacífico | División Pacífico |
| Equipo                   | G                 | P                 | %                 | PD                | Casa              | Fuera             | Div               |                   |
| ------------------------ | ----------------- | ----------------- | ----------------- | ----------------- | ----------------- | ----------------- | ----------------- | ----------------- |
| y-Portland Trail Blazers | 58                | 24                | .707              | –                 | 36–5              | 22–19             | 13–3              |                   |
| x-Phoenix Suns           | 49                | 33                | .598              | 9                 | 34–7              | 15–26             | 8–8               |                   |
| x-Seattle SuperSonics    | 47                | 35                | .573              | 11                | 31–10             | 16–25             | 8–8               |                   |
| x-Los Angeles Lakers     | 45                | 37                | .549              | 13                | 29–12             | 16–25             | 6–10              |                   |
| Golden State Warriors    | 43                | 39                | .524              | 15                | 30–11             | 13–28             | 5–11              |                   |

## Playoffs

### Primera ronda
Seattle SuperSonics vs. Los Angeles Lakers 
| Fecha       | Partido                                         | Ciudad      |
| ----------- | ----------------------------------------------- | ----------- |
| 12 de abril | Seattle SuperSonics 102, Los Angeles Lakers 90  | Seattle     |
| 14 de abril | Los Angeles Lakers 105, Seattle SuperSonics 99  | Los Ángeles |
| 16 de abril | Seattle SuperSonics 111, Los Angeles Lakers 102 | Seattle     |
|             | Seattle SuperSonics gana las series 1-2         |             |

## Estadísticas
| Rk | Jugador             | Edad | P  | PT | MP   | TC   | TCI  | %TC  | TL  | TLI | %TL  | RO  | RD  | RT   | AS  | RB  | TAP | BP  | FP  | PTS  |
| -- | ------------------- | ---- | -- | -- | ---- | ---- | ---- | ---- | --- | --- | ---- | --- | --- | ---- | --- | --- | --- | --- | --- | ---- |
| 1  | Kareem Abdul-Jabbar | 30   | 62 |    | 36.5 | 10.7 | 19.4 | .550 | 4.4 | 5.6 | .783 | 3.0 | 9.9 | 12.9 | 4.3 | 1.7 | 3.0 | 3.4 | 2.9 | 25.8 |
| 2  | Adrian Dantley      | 22   | 56 |    | 35.4 | 6.7  | 12.9 | .520 | 6.0 | 7.4 | .801 | 3.1 | 4.2 | 7.2  | 3.4 | 1.3 | 0.1 | 2.9 | 2.8 | 19.4 |
| 3  | Norm Nixon          | 22   | 81 |    | 34.3 | 6.1  | 12.3 | .497 | 1.4 | 2.0 | .714 | 0.5 | 2.4 | 3.0  | 6.8 | 1.7 | 0.1 | 3.1 | 3.2 | 13.7 |
| 4  | Kermit Washington   | 26   | 25 |    | 30.0 | 4.4  | 9.8  | .451 | 2.7 | 4.4 | .618 | 4.4 | 6.8 | 11.2 | 1.2 | 0.8 | 1.0 | 2.1 | 3.0 | 11.5 |
| 5  | Jamaal Wilkes       | 24   | 51 |    | 29.2 | 5.4  | 12.4 | .440 | 2.1 | 2.9 | .716 | 2.2 | 5.2 | 7.5  | 3.6 | 1.5 | 0.4 | 2.1 | 3.2 | 12.9 |
| 6  | Charlie Scott       | 29   | 48 |    | 29.0 | 4.7  | 10.6 | .442 | 2.3 | 3.0 | .775 | 0.8 | 2.3 | 3.1  | 4.9 | 1.2 | 0.2 | 2.8 | 3.2 | 11.7 |
| 7  | James Edwards       | 22   | 25 |    | 28.9 | 5.8  | 12.6 | .459 | 3.2 | 5.0 | .640 | 1.8 | 5.4 | 7.2  | 1.2 | 0.6 | 1.1 | 2.3 | 3.6 | 14.8 |
| 8  | Lou Hudson          | 33   | 82 |    | 27.8 | 6.0  | 12.1 | .497 | 1.7 | 2.2 | .774 | 1.0 | 1.3 | 2.3  | 2.4 | 1.1 | 0.2 | 1.8 | 2.4 | 13.7 |
| 9  | Earl Tatum          | 24   | 25 |    | 26.5 | 6.1  | 12.6 | .487 | 1.8 | 2.4 | .763 | 0.9 | 2.7 | 3.6  | 2.8 | 1.5 | 0.4 | 2.1 | 3.4 | 14.0 |
| 10 | Don Ford            | 25   | 79 |    | 24.6 | 3.4  | 7.3  | .472 | 0.9 | 1.1 | .756 | 1.3 | 3.1 | 4.5  | 1.8 | 0.9 | 0.6 | 1.1 | 2.7 | 7.7  |
| 11 | Tom Abernethy       | 23   | 73 |    | 18.0 | 2.8  | 5.5  | .498 | 1.2 | 1.5 | .820 | 1.4 | 2.2 | 3.6  | 1.4 | 0.8 | 0.3 | 0.7 | 1.7 | 6.8  |
| 12 | Don Chaney          | 31   | 9  |    | 14.8 | 1.4  | 4.0  | .361 | 0.6 | 0.7 | .833 | 0.4 | 0.8 | 1.2  | 1.9 | 0.9 | 0.3 | 1.2 | 1.6 | 3.4  |
| 13 | Kenny Carr          | 22   | 52 |    | 14.1 | 2.6  | 5.8  | .444 | 1.1 | 1.6 | .647 | 1.0 | 3.0 | 4.0  | 0.5 | 0.3 | 0.3 | 1.7 | 2.4 | 6.2  |
| 14 | Ernie DiGregorio    | 27   | 25 |    | 13.3 | 1.6  | 4.0  | .410 | 0.6 | 0.8 | .800 | 0.2 | 0.7 | 0.9  | 2.8 | 0.2 | 0.0 | 1.8 | 0.9 | 3.9  |
| 15 | Dave Robisch        | 28   | 55 |    | 12.3 | 1.9  | 4.5  | .418 | 0.9 | 1.2 | .769 | 1.0 | 2.3 | 3.3  | 0.7 | 0.3 | 0.3 | 0.7 | 1.3 | 4.7  |
| 16 | Brad Davis          | 22   | 33 |    | 10.1 | 0.9  | 2.2  | .417 | 0.7 | 0.9 | .759 | 0.1 | 0.9 | 1.1  | 2.5 | 0.5 | 0.1 | 1.1 | 1.2 | 2.5  |

## Galardones y récords
| Jugador             | Galardón                                                            |
| Kareem Abdul-Jabbar | 2.º Mejor quinteto de la NBA 2.º Mejor quinteto defensivo de la NBA |
| Norm Nixon          | Mejor quinteto de rookies de la NBA                                 |